# George Orwell
Vous lisez un « bon article » labellisé en 2007.
Pour les articles homonymes, voir Orwell et Blair.
Œuvres principales
- Hommage à la Catalogne (1938)
- La Ferme des animaux (1945)
- 1984 (1949)

Eric Arthur Blair, plus connu sous son nom de plume George Orwell ([dʒɔː(ɹ)dʒ ˈɔːwel]), né le 25 juin 1903 à Motihari (Inde) pendant la période du Raj britannique et mort le 21 janvier 1950 à Londres, est un écrivain, essayiste et journaliste britannique.
Son œuvre porte la marque de ses engagements, qui trouvent eux-mêmes pour une large part leur source dans l'expérience personnelle de l'auteur : contre l'impérialisme britannique, après son engagement de jeunesse comme représentant des forces de l'ordre colonial en Birmanie ; pour la justice sociale et le socialisme,, après avoir observé et partagé les conditions d'existence des classes laborieuses à Londres et à Paris ; contre les totalitarismes nazi et stalinien, après sa participation à la guerre d'Espagne. Il est membre du Syndicat national des journalistes et du Parti travailliste indépendant.
Témoin de son époque, Orwell est dans les années 1930 et 1940 chroniqueur, critique littéraire et romancier. De cette production variée, les deux œuvres au succès le plus durable sont deux textes publiés après la Seconde Guerre mondiale : La Ferme des animaux et surtout 1984, roman dans lequel il crée le concept de Big Brother, depuis passé dans le langage courant de la critique des techniques modernes de surveillance et de contrôle des individus. L'adjectif « orwellien » est également fréquemment utilisé en référence à l'univers totalitaire imaginé par cet écrivain britannique.

## Biographie

### Une éducation anglaise

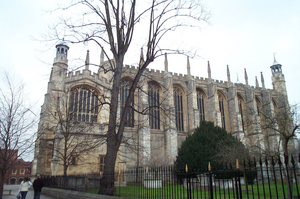
Chapelle du collège d'Eton.

George Orwell naît le 25 juin 1903 à Motihari, dans l'actuel État de Bihar, en Inde sous l'ancienne présidence du Bengale, dans une famille appartenant à la moyenne bourgeoisie britannique. Il est le fils de Richard Wellesley Blair, un fonctionnaire de l'administration des Indes chargé de la Régie de l'opium (le commerce de l'opium, essentiellement en direction de la Chine, est à l'époque un monopole d'État), et d'Ida Mabel Blair, née Limouzin (1875-1943). Née en Angleterre, Ida Mabel Limouzin a vécu en Birmanie, où son père, Francis Limouzin, un Français natif de la région de Bordeaux, a prospéré dans le négoce de bois. George Orwell a deux sœurs, Marjorie (l'aînée) et Avril (la cadette). Il arrive en Grande-Bretagne en 1904 en compagnie de sa mère et de sa sœur. Eric ne revoit son père qu'en 1907, lors d'une permission de trois mois accordée à ce dernier, qui ne rejoint définitivement sa famille qu'en 1911, après sa mise à la retraite.
À cette époque, le jeune Eric Blair est déjà pensionnaire de la preparatory school St Cyprian (Eastbourne, East Sussex), qui lui inspire bien plus tard, dans les années 1946-1947, un récit, qu'il présente comme autobiographique, publié seulement après sa mort, Such, Such Were the Joys (Tels, tels étaient nos plaisirs). Il y décrit quel « épouvantable cauchemar » ont été pour lui ces années d'internat. Eric Blair est néanmoins un élève brillant et travailleur (il passe auprès de ses camarades pour un « intellectuel »), que ses maîtres motivent en lui rappelant que c'est à une bourse qu'il doit son admission à St Cyprian.
Signe de son excellence scolaire, Blair obtient une bourse au collège d'Eton, la plus réputée des public schools, où il étudie de 1917 à 1921 avec notamment Aldous Huxley comme professeur de français,. Orwell garde un assez bon souvenir de ces années, durant lesquelles il travaille peu, passant graduellement du statut d'élève brillant à celui d'élève médiocre, et faisant montre d'un tempérament volontiers rebelle (rébellion qui, semble-t-il, n'est aucunement liée à des revendications d'ordre politique ou idéologique). À cette époque il a deux ambitions : devenir un écrivain célèbre (il écrit des nouvelles et des poèmes — banals — dans une revue du college) et retourner en Orient, qu'il connaît surtout par l'intermédiaire des souvenirs de sa mère.

### Au service de l'Empire
La (relative) prospérité de la famille Blair est étroitement liée à l'impérialisme britannique : outre son père, on peut citer Charles Blair, l'arrière-grand-père paternel du futur George Orwell (propriétaire d'esclaves en Jamaïque), ou encore son grand-père maternel (marchand de teck en Birmanie). Aussi, même s'il s'agit d'une peu glorieuse conclusion à une scolarité effectuée dans d'aussi prestigieux établissements, est-ce donc tout naturellement que le jeune Eric Blair endosse l'uniforme et retourne aux Indes en 1922 pour devenir sergent dans la police impériale en Birmanie.
La situation sur place est à ce moment sinon toujours explosive, du moins souvent tendue entre les Birmans et leurs colonisateurs : le nationalisme birman prend alors son essor, marqué par plusieurs mouvements de grève, en général violemment réprimés. La mission des Britanniques est, selon le mot d'un ancien gouverneur adjoint de Birmanie, de « faire régner la loi et l'ordre dans des régions barbares ».
Orwell qualifie plus tard son temps de service comme ayant consisté en « cinq années d'ennui au son des clairons ». Après avoir effectué ses neuf mois réglementaires à l'école d'entraînement de la police, il connaît six lieux d'affectation différents, en général peu reluisants (notamment Moulmein). Il laisse l'image d'un grand jeune homme taciturne et solitaire, occupant la majeure partie de son temps libre à la lecture. Parmi les anecdotes concernant cette période, il aurait un jour assisté à une exécution capitale, ce qui lui inspire l'essai Une pendaison, « son premier écrit qui témoigne d'un style distinctif et du talent d'Orwell ».
On ne connaît pas non plus avec certitude le détail de l'évolution intérieure qui le fait passer de l'ennui au dégoût de sa fonction comme rouage de l'administration coloniale. Mais il est permis de penser que ces propos de Flory, l'antihéros d'Une histoire birmane, ne doivent pas être très éloignés de ce que pense le fonctionnaire de police Eric Blair vers 1927 : « Le fonctionnaire maintient le Birman à terre pendant que l'homme d'affaires lui fait les poches. »
Quoi qu'il en soit, à la fin de l'année 1927, il jette l'éponge : arguant de raisons de santé (dont nous ne savons rien), il rentre en Angleterre et donne sa démission. Il annonce alors à sa famille qu'il a décidé de se consacrer à l'écriture. Tout au long des vingt-deux années qu'il lui reste à vivre, il demeure un ennemi déclaré de l'impérialisme britannique.

### Des débuts d'écrivain difficiles
Eric Blair semble n'avoir guère eu de dons particuliers pour l'écriture, si l'on en croit le témoignage de ceux qu'il fréquente à l'époque : il travaille donc d'arrache-pied, écrit des poèmes, quelques nouvelles, et multiplie les ébauches de romans.
En parallèle, à l'automne 1927, il explore les bas-fonds londoniens, enquêtant sur les conditions de vie des plus démunis. Il les suit sur les routes et dans les sinistres asiles de nuit : il espère en tirer la matière d'un ouvrage sur les conditions de vie des pauvres. Il tente par là d'exorciser la culpabilité qui le ronge d'avoir « été l'exécutant d'un système d'exploitation et d'oppression » en Birmanie.
Au printemps 1928, il décide d'aller s'installer à Paris (où vit l'une de ses tantes) pour écrire. Il y reste dix-huit mois, dont nous ne savons pas grand-chose, si ce n'est qu'à l'automne 1929, à court d'argent et après avoir donné quelques leçons d'anglais, il fait la plonge durant quelques semaines dans un hôtel de luxe de la rue de Rivoli. Durant cette période, il publie épisodiquement des articles dans des journaux communistes (tels que Monde, revue fondée et dirigée par Henri Barbusse). Il s'agit de ses premiers textes publiés, parus directement en français et signés Eric Blair (le pseudonyme George Orwell n'apparaîtra qu'en 1933), dont le tout premier s'intitule « La censure en Angleterre ». Il retourne en Angleterre en décembre 1929, juste à temps pour passer les fêtes de Noël avec sa famille. Sans argent, n'ayant rien publié de prometteur, sa santé mise à mal par une pneumonie contractée l'hiver précédent, l'équipée parisienne apparaît comme un fiasco intégral[réf. souhaitée].
Il reprend son exploration des bas-fonds de la société britannique au printemps suivant, partageant la vie des vagabonds et des clochards, tantôt quelques jours, tantôt une semaine ou deux. Mais il est contraint de mettre un terme à ses expéditions quelques mois plus tard : il n'a plus les moyens financiers de poursuivre ses vagabondages.
Il se décide à accepter un poste d'enseignant dans une école privée, dans une petite ville où il s'ennuie, Hayes, dans le Middlesex. Il en profite pour achever Dans la dèche à Paris et à Londres, qui paraît au début de l'année 1933. C'est à cette occasion qu'il prend le pseudonyme de George Orwell. Même si les critiques sont bonnes, les ventes sont médiocres. Qui plus est, l'éditeur d'Orwell, Victor Gollancz, craint le procès en diffamation pour Une histoire birmane dont la rédaction est achevée à l'automne 1934 et qui, pour cette raison, est tout d'abord publié aux États-Unis puis, avec quelques changements de noms, en Angleterre en 1935. Durant cette période, Orwell s'enthousiasme pour l'Ulysse de James Joyce, et il contracte une nouvelle pneumonie, qui l'oblige à abandonner sa charge d'enseignant (ou, plutôt, qui l'en libère).

### À la rencontre du prolétariat
À la fin de l'automne 1934, il termine dans la douleur la rédaction de son deuxième roman, Une fille de pasteur, dont il se montre peu satisfait : « C'était une bonne idée, explique-t-il à un de ses correspondants, mais je crains de l'avoir complètement gâchée. » Là encore, la précision des références à des lieux et des personnages réels fait craindre à Victor Gollancz que l'ouvrage ne soit poursuivi en diffamation. Il se décide toutefois à le publier, assorti de corrections mineures, au début de l'année 1935.
Entre-temps, Orwell s'est installé à Londres, où il trouve un emploi à la librairie Booklover's Corner, dans le quartier de Hampstead, « qui était, et demeure, un quartier d'intellectuels (réels ou prétendus) ». Il rencontre Eileen O'Shaughnessy, qu'il épouse en juin 1936. Il a auparavant publié un autre roman, « le dernier de ses livres consciemment “littéraires” », selon Bernard Crick, Et vive l'Aspidistra ! Il se rend aussi dans le nord de l'Angleterre où, pour honorer une commande que lui a passée l'éditeur Victor Gollancz, il étudie les conditions de vie des mineurs des régions industrielles. Il tire de ce reportage un livre, Le Quai de Wigan, qui sera publié alors qu'il est en Espagne. Très polémique dans sa seconde partie, dans laquelle l'auteur analyse les raisons de l'échec de la gauche à gagner les classes laborieuses à la cause socialiste, il paraît avec une mise au point hostile de Victor Gollancz qui, initiateur du projet, se désolidarise de son aboutissement.
Cette rencontre avec le prolétariat des régions minières marque surtout la « conversion » d'Orwell à la cause socialiste. Celle-ci survient brutalement, comme une évidence, face au spectacle de l'injustice sociale et de la misère du prolétariat anglais.

### Orwell en Espagne
Courant 1936, alors que la guerre d'Espagne, qui met aux prises les républicains avec la tentative de coup d'État militaire menée par Francisco Franco, fait rage, il est décidé à se rendre en Espagne afin d'écrire quelques articles pour les journaux, mais aussi de se battre. Orwell et son épouse quittent Londres le 22 septembre 1936 et s'arrêtent une journée à Paris, où Orwell rend visite à Henry Miller, qui tente en vain de le dissuader de son projet. Ils prennent ensuite le train pour Portbou, à la frontière espagnole. Le 26 décembre 1936, ils arrivent à Barcelone et rejoignent, par l’intermédiaire du Parti travailliste indépendant (Independent Labour Party, ILP), qui leur a remis des lettres de recommandation, les milices du Parti ouvrier d'unification marxiste (Partido Obrero de Unificación Marxista, POUM).
À son arrivée à Barcelone, il est fasciné par l'atmosphère qu'il y trouve, lui qui l'année précédente se désolait de ne pouvoir rompre la barrière de classe qui sépare le bourgeois qu'il est de ces prolétaires qu'il était allé rencontrer, empêchant toute rencontre véritable entre les uns et les autres. Il découvre une société dans laquelle cette barrière, à ce qu'il lui semble, est en train de s'effondrer. Les milices du POUM, notamment, dans lesquelles il est nommé instructeur (grâce à l'expérience acquise dans ce domaine lors de ses années birmanes), lui apparaissent comme étant « une sorte de microcosme de société sans classes ». Son épouse Eileen travaille également au POUM avec les militants américains Charles et Lois Orr.
Après avoir passé quelque temps sur le front d'Aragon, Orwell retourne à Barcelone, où il participe aux « troubles de mai » qui opposent les forces révolutionnaires au gouvernement catalan et au Parti socialiste unifié de Catalogne (PSUC) et qui verront la victoire de ces derniers. Il retourne au front, où il est blessé par balle à la gorge. Démobilisé, contraint de quitter clandestinement l'Espagne pour ne pas être arrêté (le Parti ouvrier d'unification marxiste, dénoncé comme un « parti fasciste » par la propagande du PSUC, est déclaré illégal le 16 juin 1937), Orwell et son épouse gagnent la France en juin 1937, via Perpignan. Orwell y retrouve Fenner Brockway, le secrétaire général du Parti travailliste indépendant, avec qui il discute toute la nuit. Alors que Brockway se rend à Barcelone le lendemain, Orwell part se reposer trois jours à Banyuls-sur-Mer. Il y entame la rédaction pour un journal anglais d'un article intitulé « Les pieds dans le plat espagnol ».
À son retour à Londres début juillet, Orwell est atterré par la manière dont les intellectuels de gauche (en particulier ceux qui appartiennent au parti communiste ou en sont proches) rendent compte de ce qui se passe en Espagne, notamment par les calomnies répandues sur le compte du POUM, systématiquement accusé d'être soit une organisation fasciste, soit une organisation manipulée par les fascistes : c'est dans l'intention de rétablir la vérité quant aux événements dont il a été témoin qu'il écrit un article dans le mensuel du Parti travailliste indépendant (traduit en septembre 1937 en français dans la revue La Révolution prolétarienne), puis qu'il entreprend de rédiger son Hommage à la Catalogne qu'il fait paraître, avec quelques difficultés, en avril 1938. À partir de ce moment, écrira-t-il en 1946, « tout ce [qu'il] a écrit de sérieux […] a été écrit, directement ou indirectement, et jusque dans la moindre ligne, contre le totalitarisme et pour le socialisme démocratique ». Dans cette perspective, il se décide à adhérer au Parti travailliste indépendant (ILP) au mois de juin 1938, estimant que « le seul régime qui, à long terme, peut accorder la liberté de parole est un régime socialiste ».

### Le patriotisme révolutionnaire
Alors que la menace d'un nouveau conflit européen se fait de plus en plus précise, Orwell défend une position antiguerre et critique l'insuffisance de l'antifascisme des fronts populaires : cette guerre ne servirait, selon lui, qu'à renforcer les impérialismes européens, qui ont beau jeu de se présenter, face à la menace fasciste, comme des démocraties, alors qu'ils exploitent sans vergogne « six cents millions d'êtres humains privés de tous droits ».
Quelques mois plus tard, pourtant, il change radicalement de position sur le sujet : alors que le parti communiste (qui appelait auparavant à la lutte contre les dictatures fascistes) se découvre pacifiste à la suite du Pacte germano-soviétique, Orwell prend conscience que, dans le fond, il a toujours été un patriote. Il distingue cependant le patriotisme du nationalisme et l'oppose au conservatisme. De ce fait, il s'éloigne « sur la pointe des pieds » de l'ILP, qui persiste dans le pacifisme et s'oppose à l'engagement dans le conflit.
Contrariant le désir qu'il avait de s'engager dans l'armée, sa faible santé le fait réformer. Malgré cela, il s'engage en 1940 dans la Home Guard (milice de volontaires organisée par l'État et créée dans le but de résister à l'invasion nazie dans le cas où les Allemands parviendraient à débarquer en Grande-Bretagne). Par ailleurs, en 1941, il est engagé comme producteur à la BBC, sur les ondes de laquelle il diffuse émissions culturelles et commentaires de guerre à destination des Indes.

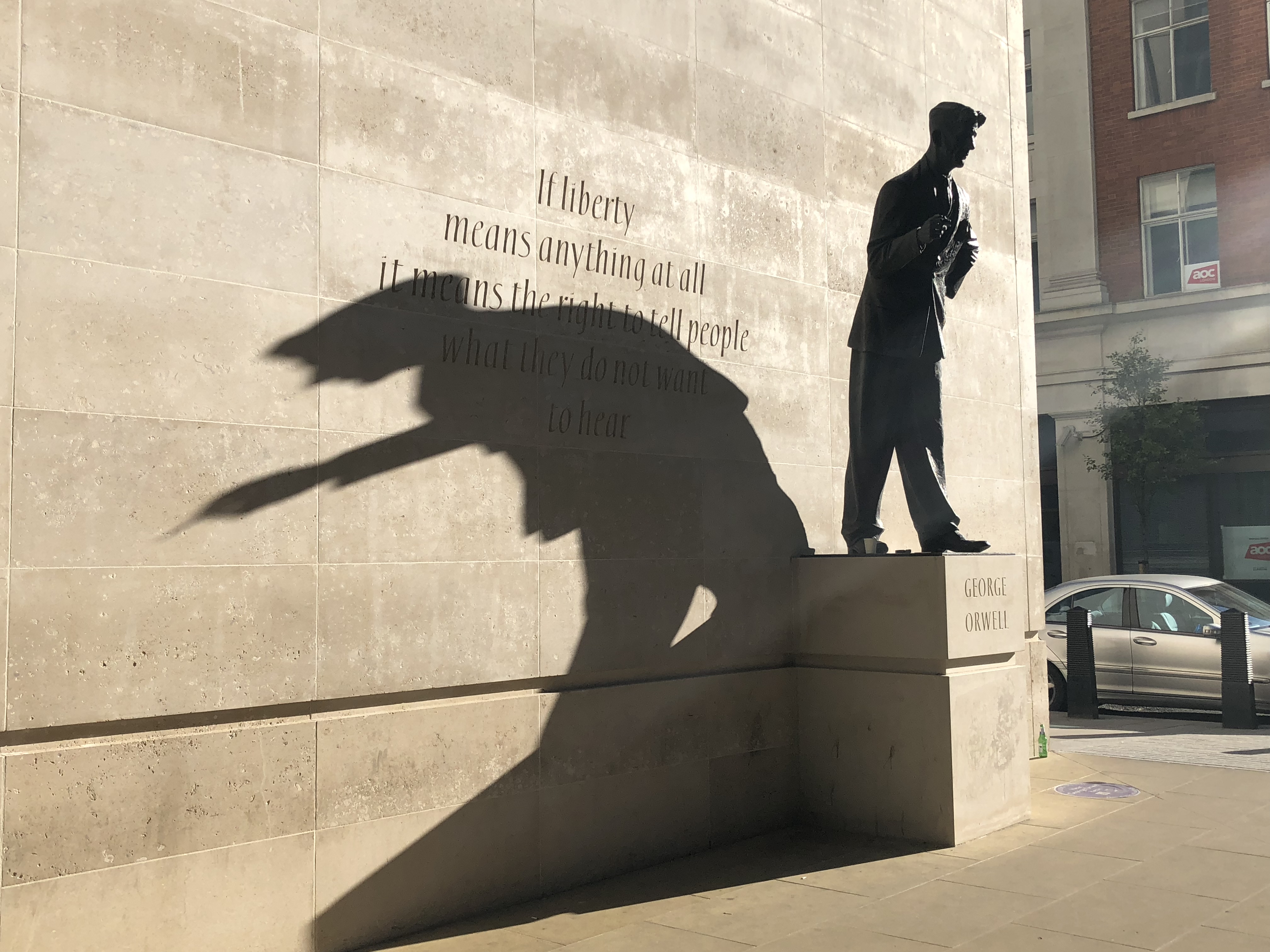
Statue de George Orwell par Martin Jennings (2017), située devant le siège de la BBC à Londres. Derrière l'écrivain, l'inscription sur le mur cite son avant-propos dans La Ferme des animaux (1945) : Si la liberté a un sens, elle signifie le droit de dire aux autres ce qu'ils n'ont pas envie d'entendre.

Parallèlement à ces activités, Orwell envoie entre 1941 et 1946 seize articles (« Les Lettres de Londres ») à la revue américaine d'inspiration trotskiste Partisan Review. En effet, le patriotisme dont il fait preuve depuis le début de la guerre ne lui a pas pour autant fait abandonner ses aspirations révolutionnaires. Bien au contraire, il estime que la victoire du Royaume-Uni sur les dictatures fascistes passera nécessairement par la révolution sociale en Grande-Bretagne, révolution dont il voit les signes avant-coureurs dans le mécontentement croissant des classes populaires face aux privations dues à l'état de guerre (qui ne frappent pas les couches supérieures de la société) et aux revers militaires de l'armée britannique, revers causés selon lui par l'incurie des dirigeants militaires et politiques. De ce point de vue, la Home Guard lui apparaît comme étant ce peuple en armes qui renversera, au besoin par la force, le pouvoir en place avant de défaire les armées hitlériennes (il développe ces points de vue dans son essai intitulé Le Lion et la Licorne, qui paraît en 1941 dans la collection « Searchlight », dont il est le cofondateur). Il y imagine un programme en six points. « Un : nationaliser la terre, les mines, les chemins de fer, les banques et les principales industries. Deux : instaurer une échelle des revenus de un à dix. Trois : réformer l’éducation sur des bases démocratiques. Quatre : octroyer sur-le-champ le statut de dominion à l’Inde puis lui garantir la pleine et entière indépendance, si elle l’exige, la guerre contre les puissances de l’Axe achevée. Cinq : créer un Conseil général de l’Empire dans lequel les “peuples de couleur” seraient représentés. Six : s’allier avec la Chine, l’Éthiopie et toutes les nations frappées par le fascisme. La socialisation massive, telle qu’énoncée dans le premier point, était aux yeux d’Orwell la condition “indispensable” à tout changement important ; autrement dit, à l’instauration d’une démocratie socialiste et révolutionnaire. Fin 1943, il rappelle dans Tribune que le socialisme n’a d’autre but que de “rendre meilleur” le monde, et rien de plus : voilà pourquoi il convient de “dissocier le socialisme de l’utopie”. »
S'il défend la liberté religieuse, il se prononce aussi pour la séparation de l’Église et de l’État. Il se montre par ailleurs extrêmement critique à l'égard de l'impérialisme et du racisme : « L’Empire des Indes est un despotisme […] qui a le vol pour finalité. » En 1940, il rapporte avoir entendu là-bas des « théories raciales » aussi « imbéciles » que celles des nazis.

« Hitler n’est que le spectre de notre propre passé qui s’élève contre nous. Il représente le prolongement et la perpétuation de nos propres méthodes. »

En novembre 1943, Orwell démissionne de son poste à la BBC. Il devient alors directeur des pages littéraires de Tribune, l'hebdomadaire de l’aile gauche du parti travailliste, et entame la rédaction de La Ferme des animaux.
Il espère que le combat du peuple britannique contre l'Allemagne nazie débouche sur une révolution. D'après l'éditeur Thierry Discepolo, Orwell défendait la notion de common decency (« honnêteté commune ») :

« Emblématique des valeurs associées à la classe ouvrière — droiture morale, générosité, sens de l’entraide, haine des privilèges, soif d’égalité et attachement à l’idée d’une vérité objective —, l’ensemble des dispositions qui constitue la common decency est, pour Orwell, hérité du christianisme et de la Révolution française. Si cette “morale sociale et économique” perdure davantage dans le rapport des petites gens à la vie et aux autres, ce n’est pas qu’elle serait innée, mais qu’un type de vie en facilite la pérennité et la transmission. Ainsi, toutes les classes sociales en abritent plus ou moins les valeurs. Mais les rapports de domination qui structurent nos sociétés les offensent en permanence. C’est pourquoi il faut, selon Orwell, faire la révolution : pour abolir la division en classes qui interdit l’instauration d’un ordre social juste, dont la common decency deviendrait le socle moral commun. »

### Les dernières années
Orwell achève l'écriture de La Ferme des animaux en février 1944. L'ouvrage ne paraît qu'un an plus tard, en août 1945. Entre-temps, le livre est refusé par quatre éditeurs : la mise en cause radicale de l’URSS semble prématurée, à un moment où la guerre contre l'Allemagne hitlérienne n'est pas terminée.
En 1945 toujours, Orwell, qui a démissionné de son poste au Tribune, devient envoyé spécial de The Observer en France et en Allemagne, où il est chargé de commenter la vie politique. Il est à Cologne, en mars, lorsqu'il apprend que sa femme, atteinte d'un cancer, vient de mourir. Il rentre à Londres et entame la rédaction de ce qui va devenir son œuvre la plus célèbre : 1984.
En parallèle, à partir d'août 1945, il devient vice-président du Freedom Defence Committee (présidé par le poète anarchiste Herbert Read), qui s'est fixé pour tâche de « défendre les libertés fondamentales des individus et des organisations, et [de] venir en aide à ceux qui sont persécutés pour avoir exercé leurs droits à la liberté de s'exprimer, d'écrire et d'agir ». Orwell soutient le comité jusqu'à sa dissolution en 1949.
En cette même année 1949, il publie 1984, qu'il a achevé à la fin de l'année précédente sur l'île de Jura (Écosse). Là il s'improvise aussi fermier, s'entourant d'une vache et de quelques oies, tout en faisant état de ses inquiétudes quant à l'avenir du monde « après cinquante ans d’érosion du sol et de gaspillage des ressources énergétiques de la planète ». Il épouse en secondes noces Sonia Brownell le 13 octobre, alors que, gravement malade de la tuberculose, il a été admis le mois précédent à l'University College Hospital de Londres, où il prend des notes en vue d'un futur roman. Il y meurt le 21 janvier 1950.

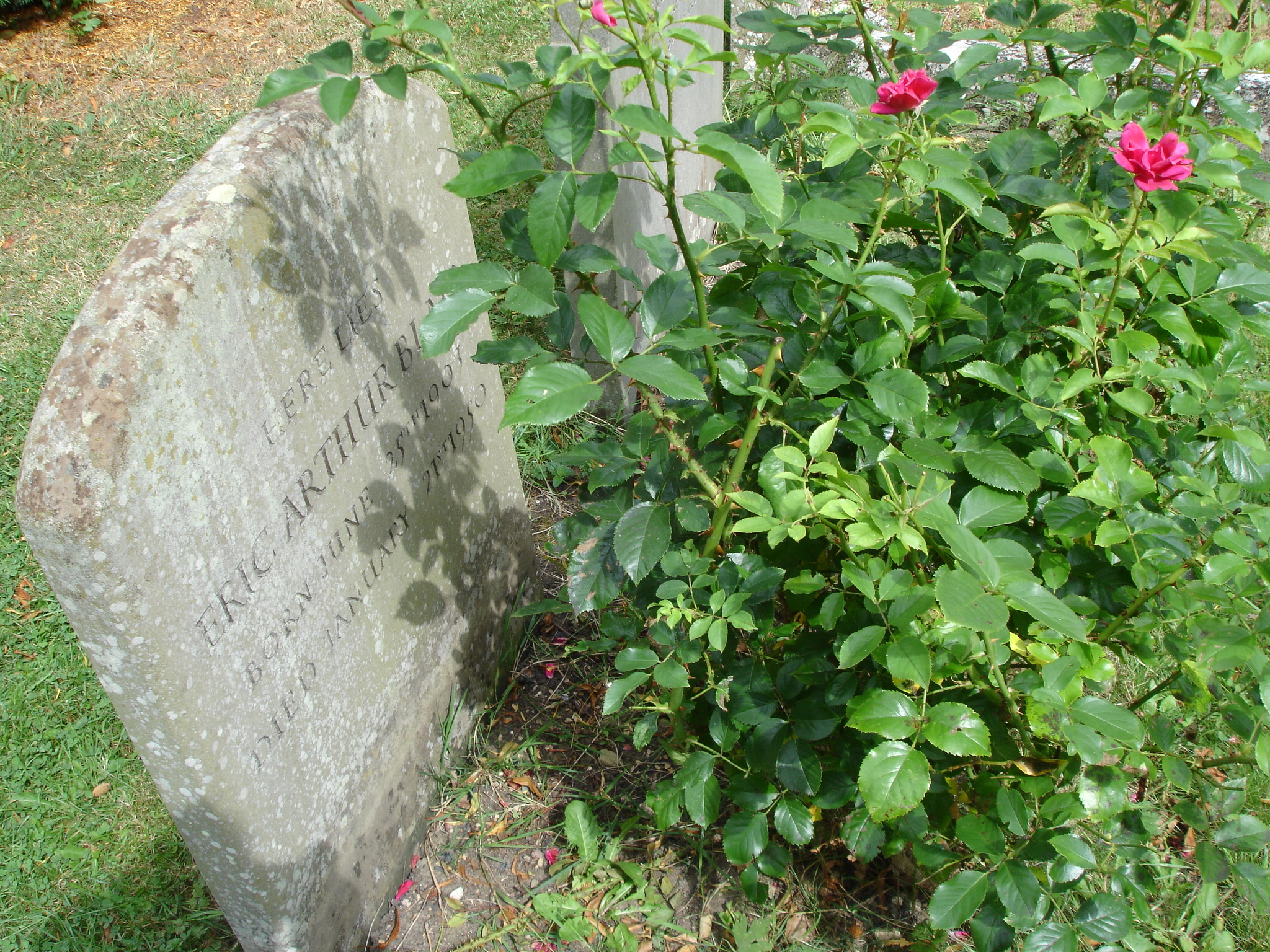
Tombe d'Eric Arthur Blair près d'Abingdon.

Orwell est enterré dans le petit cimetière de l'église de Sutton Courtenay, près d'Abingdon dans l'Oxfordshire, bien que n'ayant aucun lien avec ce village. Il a pourtant laissé comme instructions : 

« Après ma mort, je ne veux pas être brûlé. Je veux simplement être enterré dans le cimetière le plus proche du lieu de mon décès. »

 Mais son décès ayant eu lieu au centre de Londres et aucun des cimetières londoniens n'ayant assez de place pour l'enterrer, sa veuve, Sonia Brownell, craignant que son corps ne soit incinéré, a demandé à tous ses amis de contacter le prêtre (anglican) de leur village d'origine pour voir si leur église disposerait dans son cimetière d'une place pour l'y enterrer. C'est ainsi qu'il a été, par pur hasard, inhumé à Sutton Courtenay.
Sur sa tombe, ces simples mots :
Ci-gît
Eric Arthur Blair
né le 25 juin 1903
mort le 21 janvier 1950
sans aucune mention ni de ses œuvres, ni de son nom de plume « George Orwell ».
Après sa mort, sa veuve fait publier une collection de ses articles, essais, correspondances ainsi que quelques nouvelles sous le titre Collected Essays, Journalism, and Letters (1968).

### Vie privée
Eric Blair rencontre Eileen O'Shaughnessy au printemps 1935, ils se marient en juin 1936, et adoptent en juin 1944 un enfant, prénommé Richard. Eileen meurt en mars 1945. George Orwell se remarie avec Sonia Brownell en octobre 1949, trois mois avant de mourir.

## Postérité
Dans les années 1950, la presse française fait peu référence à George Orwell. Son décès ne passe cependant pas complètement inaperçu : outre le journal Le Monde, qui publie un (très bref) article, le quotidien Combat fait paraître le 26 janvier 1950 un texte favorable, puis Le Libertaire publie deux articles en février qui saluent à la fois l'écrivain et le militant socialiste. Par la suite, des années 1980 aux années 2000, Orwell est l'objet d'une quarantaine d’essais,, et est abondamment cité par la presse,,,,,.
À l'approche de l'année 1984, Le Monde écrit autant sur Orwell en 1982-1983 qu'au cours des trente années précédentes. Le rythme baisse par la suite mais, à partir de 1995, il est de nouveau fréquemment cité, et plus que jamais dans les années 2010.
En janvier 2008, le Times le classe deuxième dans sa liste des « 50 plus grands écrivains britanniques depuis 1945 ».

## Hommages

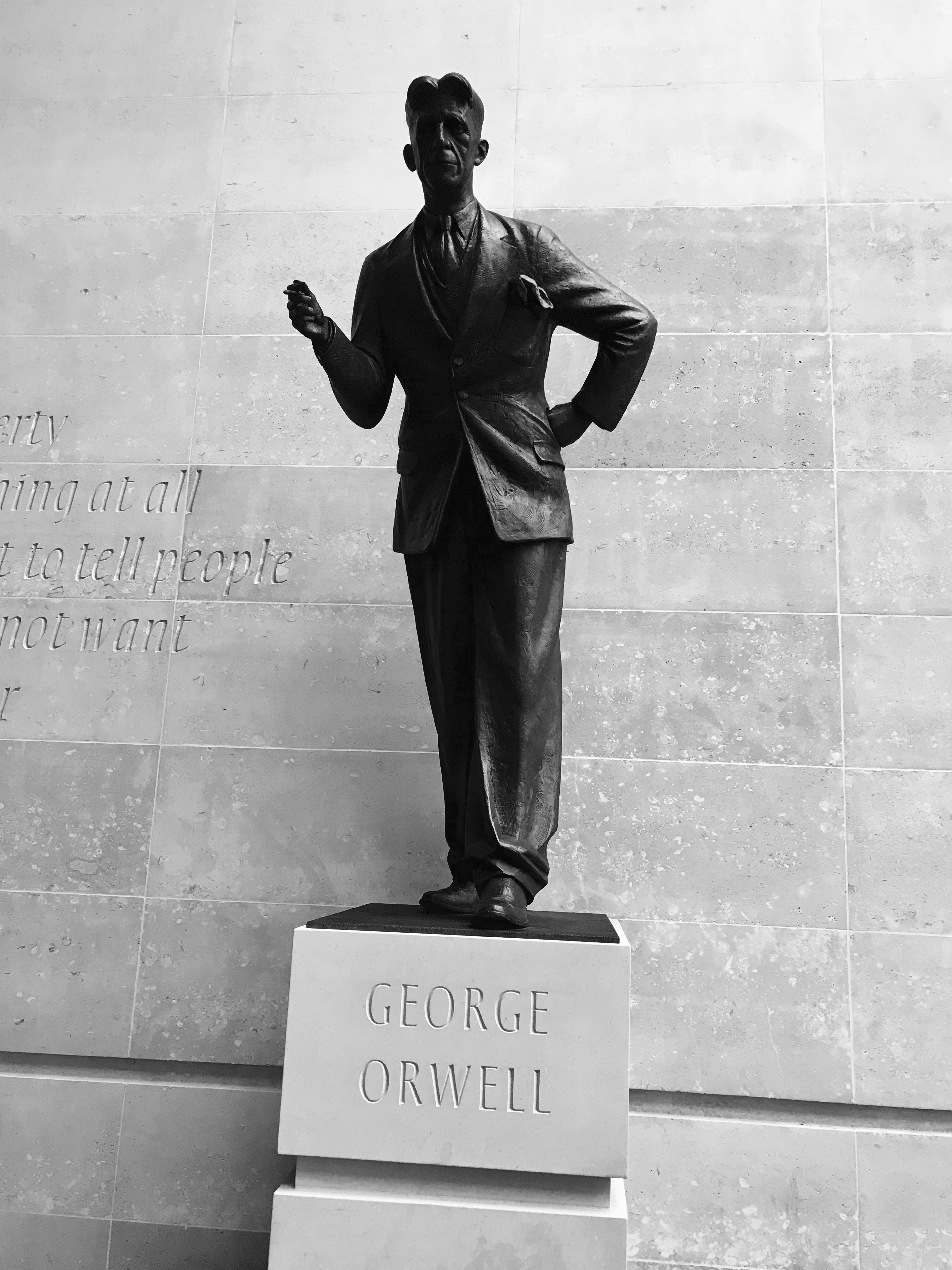
Statue de George Orwell dévoilée fin 2017 à proximité du siège de la BBC à Londres.

- Plaça de George Orwell dans le quartier gothique de Barcelone, ainsi que des rues à son nom à Chihuahua (Mexique), Milan (Italie), Barbastro et Palma (Espagne), Woerden, Eindhoven et Arnhem (Pays-Bas), une place à Gérone et des jardins à Lérida.
- (11020) Orwell, un astéroïde.

## Polémique posthume

### Orwell contre les «cryptocommunistes»
Le 11 juillet 1996, un article publié dans le quotidien anglais The Guardian révèle qu'en 1949 George Orwell a communiqué une liste de noms de journalistes et d'intellectuels « cryptocommunistes », « compagnons de route » ou « sympathisants » de l'Union soviétique à une fonctionnaire de l'Information Research Department (une section du ministère des Affaires étrangères britannique liée aux services de renseignements), Celia Kirwan. La réalité de cette collaboration est prouvée par un document déclassifié la veille par le Public Record Office.
L'information est relayée en France principalement par les quotidiens Le Monde (12 et 13 juillet 1996) et Libération (15 juillet 1996). Le public français apprend ainsi que l'auteur de 1984 « dénonçait au Foreign Office les “cryptocommunistes” » (Le Monde, 13 juillet 1996). Dans son numéro d'octobre 1996, le magazine L'Histoire va plus loin encore, en exposant qu'Orwell aurait « spontanément participé à la chasse aux sorcières » organisée contre les intellectuels communistes par le Foreign Office.
Ces articles français oublient de mentionner plusieurs informations essentielles. D'abord, Kirwan, belle-sœur de l'écrivain Arthur Koestler, était une amie intime d'Orwell, dont elle avait repoussé la demande en mariage en 1945, alors que l'écrivain était veuf depuis quelques mois. Ensuite, la remise des informations a eu lieu à l'occasion d'une visite de Kirwan à Orwell, peu avant la mort de ce dernier, qui était déjà dans un sanatorium. Kirwan lui confie alors qu'elle travaille pour un service gouvernemental chargé de recruter des écrivains et des intellectuels susceptibles de produire de la propagande antisoviétique. Orwell, après lui avoir donné les noms de quelques personnes de sa connaissance lui paraissant aptes à être recrutées, propose de lui indiquer, à titre privé, les noms d'autres personnes qu'il est inutile d'approcher, en raison de leurs convictions politiques (lesquelles sont souvent de notoriété publique).[réf. nécessaire]
La fameuse liste, rendue publique en 2003 — mais déjà mentionnée dans la biographie de Bernard Crick parue en 1980, celui-ci en ayant tout simplement consulté la copie disponible dans les Archives Orwell —, confirme ce qui précède. Crick signale que « quelques-uns (des individus), recensés comme ayant simplement des opinions “proches”, semblent sélectionnés pour des raisons tirées par les cheveux et peu pertinentes ».
Simon Leys répond à cela que la liste établie pour Kirwan ne l'est pas uniquement en fonction de critères politiques, mais signale également des individus dont il est inapproprié de solliciter la collaboration en raison de leur « malhonnêteté » ou de leur « stupidité ».
Dans sa biographie politique d'Orwell, John Newsinger mentionne que l'auteur a manifesté à plusieurs reprises, à la fin des années 1940, son hostilité à toute tentative d'instaurer un « maccarthysme anglais ». Il indique aussi que, « lorsque l'IRD a été créé par le gouvernement travailliste, son but affiché est de mener des activités de propagande en faveur d'une troisième voie entre le communisme soviétique et le capitalisme américain. Il n'est absolument pas évident à l'époque qu'il s'agissait d'une arme des services secrets britanniques ».

### Année 1949
L'année 1949 est aussi l'une des plus terribles de la guerre froide. Staline est vieillissant et sa paranoïa ne cesse de s'aggraver ; l'URSS a mis au point l'arme atomique et termine son processus de satellisation des pays d'Europe de l'Est ; la guerre de Corée est sur le point de débuter ; et le Royaume-Uni grouille d'espions du NKVD (notamment les fameux Cinq de Cambridge).
Orwell, lui, très loin des sympathies soviétiques d'une partie de l'intelligentsia occidentale, a pu voir pendant la guerre civile espagnole le stalinisme au pouvoir à Barcelone, lors de la répression du Parti ouvrier d'unification marxiste (POUM, de sensibilité antistalinienne) dont il était proche.

Le détail de cette affaire se retrouve dans le pamphlet Orwell devant ses calomniateurs, publié en 1997 par L'Encyclopédie des nuisances et les éditions Ivrea. De manière plus succincte, Simon Leys aborde la question dans la réédition de son essai Orwell ou l'horreur de la politique en concluant : 

« Le fait que, un demi-siècle après sa mort, Orwell ait pu encore être la cible d'une aussi crapuleuse calomnie montre bien quelle formidable et vivante menace il continue à présenter pour tous les ennemis de la vérité. »

## À la marge

### Orwell à Eton
Aldous Huxley, le futur auteur du Meilleur des mondes, enseigna brièvement le français à Eton (en remplacement d'un professeur titulaire parti à la guerre), où parmi ses élèves figurait le futur auteur de 1984. Apparemment, Orwell appréciait Huxley, qui leur apprenait « des mots rares et étranges, de manière assez concertée », se souvient Steven Runciman (ami et condisciple d'Orwell à cette époque), qui ajoute qu'il était « un professeur d'une totale incompétence. Il n'arrivait pas à faire respecter la discipline et était tellement myope qu'il ne voyait pas ce qui se passait, si bien qu'il était constamment chahuté ». Cela énervait passablement Orwell, « qui trouvait que c'était cruel ».
Runciman conclut cependant que les cours dispensés par Aldous Huxley ne furent pas inutiles aux jeunes gens : « Le goût des mots, de leur usage précis et signifiant, nous resta. En cela, nous avons une grande dette envers lui. »
Huxley discutera la différence entre les perceptions d'un futur totalitaire illustrées dans Le Meilleur des mondes et 1984 dans l'essai Retour au meilleur des mondes (1958).

### Manifeste contre la langue de bois
Dans un manifeste intitulé Politics and the English Language (1946), Orwell a critiqué la presse britannique pour son style ampoulé (inflated style) et sa dilection pour les mots détournés de leur sens premier, tout cela concourant à brouiller le sens des idées. Selon Orwell, les gens de lettres devraient s'en tenir à une langue dépouillée (plain English), éviter les euphémismes, les allusions et les tournures interro-négatives. Orwell y vise essentiellement le discours politique qui, selon les mots de l'auteur, « est conçu pour faire passer le mensonge comme véridique, l'assassinat respectable, et conférer à ce qui n'est que du vent une apparence de crédit ». Pour illustrer son propos, Orwell cite cinq auteurs fautifs ; puis il propose une réécriture d'un verset de l'Ecclésiaste en « cet anglais moderne de la pire espèce ». Il formule en conclusion de son article six règles qui, quoiqu'elles n'empêchent pas absolument les discours fumeux, serviront de guide aux auteurs sincères :
1. N'utilisez jamais de métaphore, d'analogie ou d'autre figure de style que l'on trouve trop souvent dans l'imprimé. Orwell cite en exemple : « arrondir les angles », « talon d'Achille », « chant du cygne » et « foyer » (d'agitation) ; ce sont selon lui des métaphores désuètes, employées trop souvent sans que l'auteur en connaisse la portée exacte ou le sens originel ;
2. N'utilisez jamais un mot long là où un mot plus court conviendrait aussi bien ;
3. S'il est possible de supprimer sans dommage un mot dans une phrase, supprimez-le ;
4. N'utilisez jamais la voix passive si vous pouvez employer une tournure active ;
5. Bannissez les expressions de langue étrangère, les mots scientifiques ou le jargon si vous trouvez un équivalent en anglais courant ;
6. Renoncez à n'importe laquelle de ces règles plutôt que d'écrire une phrase incompréhensible.

### Orwell et l'espéranto
Selon une publication par un membre du centre d'espéranto de Londres en 1984, qui serait en partie vraie et en partie mythique, Orwell n'aurait pas apprécié l'espéranto et l'aurait utilisé comme modèle pour la novlangue de son roman 1984. Une affaire ayant eu lieu pendant la jeunesse d'Orwell pourrait avoir eu une certaine importance. En 1927, quand Orwell visita sa tante Nellie Limouzin, celle-ci logeait avec le fameux espérantiste Eugène Lanti. Limouzin et Lanti utilisaient l'espéranto à la maison. L'espéranto comme source de la novlangue demeure douteux. Le but de la novlangue fut clairement défini par Orwell comme appauvrissement de la langue pour empêcher toute critique contre le système (selon l'idée que l'on ne peut concevoir quelque chose que si on peut l'exprimer). Cela diffère totalement de l'espéranto, dont la possibilité d'associer racines et affixes multiplie, au contraire, le nombre de mots, et en conséquence nuance presque sans limite les manières de s'exprimer.
L'origine de la novlangue tient surtout à la connaissance par l'auteur du terrorisme politique, médiatique et linguistique des empires hitlérien et stalinien. Il en avait recueilli des témoignages directs par l'intermédiaire de ses amis de la gauche travailliste et du POUM en Espagne. Hitler, par exemple, préconisait un enseignement de l'allemand pour les peuples slaves et juif limité uniquement à la compréhension des ordres donnés dans cette langue.

## Œuvres
The Complete Works of George Orwell (vingt volumes), première édition des œuvres complètes d'Orwell, sous la direction de Peter Davison, a été achevé de publication en Angleterre en 1998.
En 2020, en langue française, il entre dans la « Bibliothèque de la Pléiade » dans un tome qui regroupe certains de ses ouvrages sous le titre Œuvres.

### Romans et récits
Les éditeurs français ne sont mentionnés que si les textes n'ont pas fait l'objet de plusieurs traductions différentes.
- La Vache enragée (Down and Out in London and Paris, Londres, éd. Victor Gollancz, 1933), trad. R.N. Raimbault et Gwen Gilbert, préface de Panaït Istrati, Paris, éd. NRF Gallimard, 1935 ; réédité sous le titre Dans la dèche à Paris et à Londres, trad. Michel Pétris, Paris, éd. Champ libre, 1982  (ISBN 2-85184-132-7).
- Une histoire birmane (Burmese Days, New York, éd. Harper Collins, 1935), Paris, éd. Champ libre, 1984  (ISBN 2-85184-151-3) ; rééd. Les Belles Lettres, Paris, coll. Domaine étranger, trad. fr. Claude Noël, 344 p., 2024  (ISBN 978-2251456041)
- Une fille de pasteur (A Clergyman's Daughter, Londres, éd. Victor Gollancz, 1935), Paris, éd. Le Serpent à plumes, 2007.
- Et vive l'Aspidistra ! (Keep the Aspidistra Flying, Londres, éd. Victor Gollancz, 1936), Paris, éd. Champ libre, 1982  (ISBN 2-85184-134-3).
- Le Quai de Wigan (The Road to Wigan Pier, Londres, éd. Victor Gollancz, 1937), Paris, éd. Champ libre, 1982  (ISBN 2-85184-133-5).
- Hommage à la Catalogne (Homage to Catalonia, Londres, éd. Secker & Warburg, 1938), première traduction d'Yvonne Davet sous le titre La Catalogne libre (1936-1937), Paris, éd. Gallimard, 1955 ; rééd. Champ libre, 1982  (ISBN 2-85184-130-0).
- Un peu d'air frais (Coming Up for Air, Londres, éd. Victor Gollancz, 1939), Paris, éd. Champ libre, 1983  (ISBN 2-85184-141-6) ; antérieurement traduit sous le titre Journal d'un Anglais moyen, Paris, éd. Amiot-Dumont, 1952.) ; rééd. Les Belles Lettres, Paris, coll. Domaine étranger, trad. fr. Richard Prêtre, 280 p., 2024  (ISBN 978-2251456065)
- La Ferme des animaux (Animal Farm, Londres, éd. Secker & Warburg, 1945), Paris, éd. Champ Libre, 1981  (ISBN 2-85184-120-3) ; traduit aussi sous les titres Les Animaux partout ! et La République des animaux.
- 1984 (Nineteen Eighty-Four, Londres, éd. Secker & Warburg, 1949).

### Autres écrits
- Chroniques du temps de la guerre (1941-1943) (The War Broadcasts / The War Commentaries, Londres, 1985 - posthume), Paris, éd. G. Lebovici, 1988  (ISBN 2-85184-182-3), rééd. Les Belles Lettres, 2021.
- Essais, articles et lettres (Collected Essays, Journalism, and Letters, New York, éd. Harcourt, Brace & World, 1968 - posthume), 4 vol., Paris, éd. Ivrea et Éditions de l'Encyclopédie des Nuisances, 1995-2001. Édition originale établie par Sonia Orwell et Ian Angus.
- Dans le ventre de la baleine et autres essais (1931-1943), Paris, éd. Ivrea et Éditions de l'Encyclopédie des Nuisances, 2005  (ISBN 2-85184-284-6).Édition abrégée des Essais, articles et lettres.
- Tels, tels étaient nos plaisirs et autres essais (1944-1949), Paris, éd. Ivrea et Éditions de l'Encyclopédie des Nuisances, 2005  (ISBN 2-85184-285-4).Édition abrégée des Essais, articles et lettres.
- Correspondance avec son traducteur René-Noël Raimbault : correspondance inédite, 1934-1935, Paris, éd. Jean-Michel Place, 2006.
- À ma guise. Chroniques (1943-1947), Marseille, éd. Agone, 2008  (ISBN 978-2-7489-0083-5).
- Écrits politiques (1928-1949). Sur le socialisme, les intellectuels et la démocratie, Marseille, éd. Agone, 2009  (ISBN 978-2-7489-0084-2).
- Une vie en lettres. Correspondance (1903-1950), Marseille, éd. Agone, 2014.
- The Prevention of Literature (1946), L'Empêchement de la littérature, traduction de Thomas Bourdier, La Murette (Isère), R&N Éditions, 2020  (ISBN 979-1096562152) ; Comment meurt la littérature, traduction de Martial Doré, Paris, éd. Sillage, 2021  (ISBN 978-2-38141-011-1) ; texte déjà publié dans les recueils de l'Encyclopédie des Nuisances.
- In Defence of English Cooking (1945)

### Articles
- (en) George Orwell, « A Nice Cup of Tea », Evening Standard,‎ 12 janvier 1946, traduit en français par Nicolas Waquet sous le titre Une bonne tasse de thé et autres textes (coll. « Rivages Poche Petite Bibliothèque», 2024, 130 p.).

## Adaptations
Plusieurs des romans et nouvelles de George Orwell ont été adaptés pour le cinéma, la télévision et la musique après sa mort :
- Studio One (série télévisée 1948-1958) épisode : 1984, diffusé le 21 septembre 1953.
- La Ferme des animaux (Animal Farm), film d'animation de Joy Batchelor et John Halas, 1954.
- 1984, téléfilm de Rudolph Cartier, 1954.
- 1984, film de Michael Anderson, 1956.
- 1984, téléfilm de Christopher Morahan, 1965.
- Un peu d'air frais (Coming Up for Air), téléfilm de Christopher Morahan, 1965.
- Diamond Dogs, album de David Bowie inspiré du roman 1984 (1974).
- Animals, album de Pink Floyd inspiré de La Ferme des animaux (1977).
- 1984, film de Michael Radford, 1984.
- Hommage à la Catalogne a inspiré le film Land and Freedom, réalisé par Ken Loach, 1995.
- Et vive l'Aspidistra ! (Keep the Aspidistra Flying), film de Robert Bierman (en), 1997.
- La Ferme des animaux (Animal Farm), téléfilm de John Stephenson, 1999.
- L'Ombre de Staline, film d'Agnieszka Holland, 2019